# Улица Заварина
Улица Зава́рина — улица в городе Ломоносове Петродворцового района Санкт-Петербурга, в историческом районе Кронштадтская колония. Проходит от Центральной улицы на юг за улицу Авроры.
Первоначально это была Шко́льная улица. Такое название появилось в начале 1960-х годов. Тогда здесь (дом 5) находилась начальная школа, ныне не сохранившаяся. Впоследствии на её месте построили частный деревянный дом, стоявший ещё в августе 2012 года, а к августу 2013 года его снесли, и сейчас там пустырь.
12 декабря 1983 года Школьную улицу переименовали в улицу Заварина — в честь лётчика Балтийского флота, Героя Советского Союза Г. А. Заварина, похороненного поблизости на кладбище Военно-морского госпиталя № 37 (Краснофлотское шоссе, 62).